# ایوبارد ثاون (ارو ورس)
ایوبارد ثاون ، که با عنوان فلش-معکوس نیز شناخته میشود، یک شخصیت خیالی در سریال های مختلف تلویزیونی فرنچایز ارو ورس سی‌دابلیو ظاهر می شود که، بیشترین حضورش در سریالهای فلش و افسانه‌های فردا است. این شخصیت توسط بازیگران تام کاوانا و مت لتچر نقش آفرینی کرده اند،این شخصیت بر اساس تبه کار دی‌سی کامیکس به همین نام ساخته شده است. لتچر ظاهر اصلی ثاون را بازی میکند ، در حالی که کاوانا پس از سرقت هویت و ظاهر هریسون ولز این شخصیت را بازی می کند. اجرای هر دو بازیگران مورد تحسین منتقدین و طرفداران قرار گرفته اند. 